# 968

## Esdeveniments
- Setge de Kíev.
- Batalla de Fornelos (29 de març) al Regne de Lleó. Fou una de les majors invasions dels vikings a la península Ibèrica.

## Naixements
- Kazan, emperador del Japó